# سلاح الليزر

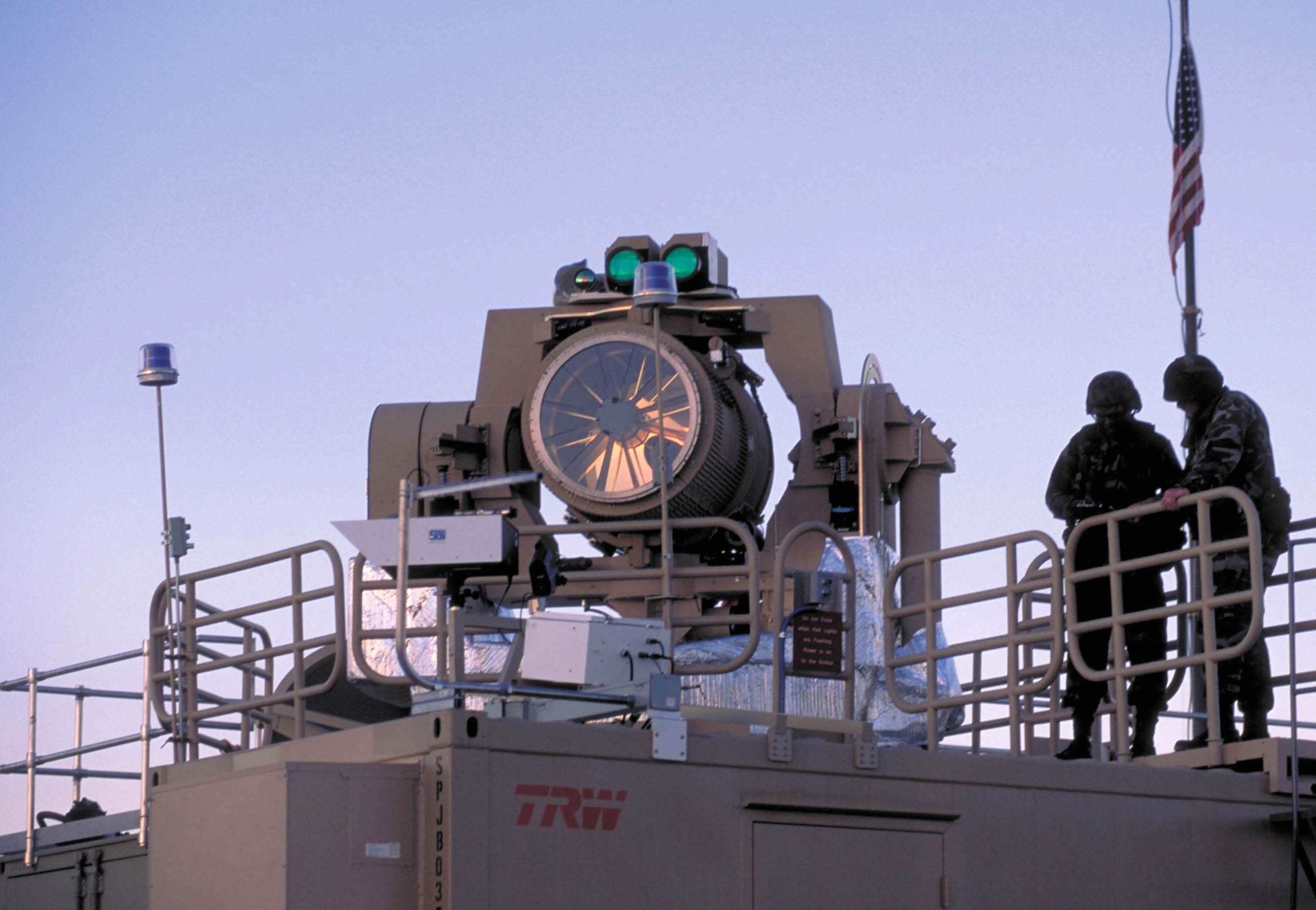
تم استخدام الليزر التكتيكي الأمريكي الإسرائيلي عالي الطاقة (THEL) لإسقاط الصواريخ وقذائف المدفعية قبل أن يتم إلغاؤه في عام 2005 نتيجة "ضخامته وتكاليفه المرتفعة والنتائج السيئة جدا المتوقعة في ساحة المعركة".

سلاح الليزر  هو سلاح طاقة موجه يعتمد على الليزر . بعد عقود من البحث والتطوير ، اعتبارًا من يناير 2020 لا تزال أسلحة الطاقة الموجهة بما في ذلك الليزر في المرحلة التجريبية ويبقى أن نرى ما إذا كان سيتم نشرها كأسلحة عسكرية عملية عالية الأداء ومتى سيتم نشرها. كان الانحباس الحراري في الغلاف الجوي مشكلة رئيسية ، لا تزال في الغالب دون حل ، وتزداد سوءًا في حالة وجود ضباب أو دخان أو غبار أو مطر أو ثلج أو ضباب دخاني أو رغوة أو مواد كيميائية تحجب مشتتة عن قصد. بشكل أساسي ، يولّد الليزر شعاعًا من الضوء يحتاج إلى هواء صافٍ ، أو فراغ ، ليعمل  بدون العوامل الحراري لغير مناسبة.
يمكن استخدام العديد من أنواع الليزر كأسلحة معيقة ، من خلال قدرتها على إحداث فقدان مؤقت أو دائم للرؤية عند توجيهها إلى العينين. تختلف درجة ونوع ومدة ضعف البصر الناجم عن تعرض العين لضوء الليزر باختلاف قوة الليزر ، وطول موجة الضوء ، وموازاة الحزمة ، والتوجيه الدقيق للشعاع ، ومدة التعرض. يمكن لليزر حتى جزء أصغر من 1 واط أن ينتج فقدانًا فوريًا ودائمًا للرؤية في ظل ظروف معينة ، مما يجعل مثل هذه الليزر أسلحة غير قاتلة ولكنها معيقة. العائق الشديد الذي يمثله العمى الناجم عن الليزر يجعل استخدام الليزر حتى مع الأسلحة غير الفتاكة مثيرًا للجدل من الناحية الأخلاقية ، وقد تم حظر الأسلحة المصممة للتسبب في العمى الدائم بموجب بروتوكول أسلحة الليزر المسببة للعمى .
يتم استخدام الأسلحة المصممة لإحداث عمى مؤقت ، والمعروفة باسم المزغللين ، من قبل الجيش وأحيانًا الشرطة . دفعت حوادث تعرض الطيارين لأشعة الليزر أثناء الطيران والهبوط سلطات الطيران إلى تنفيذ إجراءات خاصة للتعامل مع مثل هذه المخاطر الاتي يفعلها بعض الشبان . أسلحة الليزر القادرة على إتلاف أو تدمير هدف بشكل مباشر في القتال لا تزال في المرحلة التجريبية. الفكرة العامة لأسلحة شعاع الليزر هي إصابة هدف بسلسلة من النبضات الضوئية القصيرة. الطاقة اللازمة لإسقاط شعاع ليزر عالي الطاقة من هذا النوع تتجاوز حدود تكنولوجيا الطاقة المتنقلة الحالية ، وبالتالي تفضل الليزر الديناميكي للغاز الذي يعمل بالطاقة الكيميائية. ومن الأمثلة على الأنظمة التجريبية MIRACL والليزر التكتيكي عالي الطاقة ، والتي تم إيقاف إنتاجها الآن. اختبرت البحرية الأمريكية المدى القصير جدًا (ميل واحد) ، ونظام سلاح الليزر بقدرة 30 كيلو وات أو LaWS لاستخدامه ضد أهداف مثل الطائرات بدون طيار ، والقذائف الصاروخية ، والقوارب الآلية أو محركات طائرات الهليكوبتر المرئية. تم تعريفه على أنه "6 ليزر لحام مربوطة ببعضها البعض." كما يوجد  نظام هيليوس 60 كيلوواط ، قيد التطوير لسفن من نوع المدمرات اعتبارًا من 2020 .

## نظرة عامة

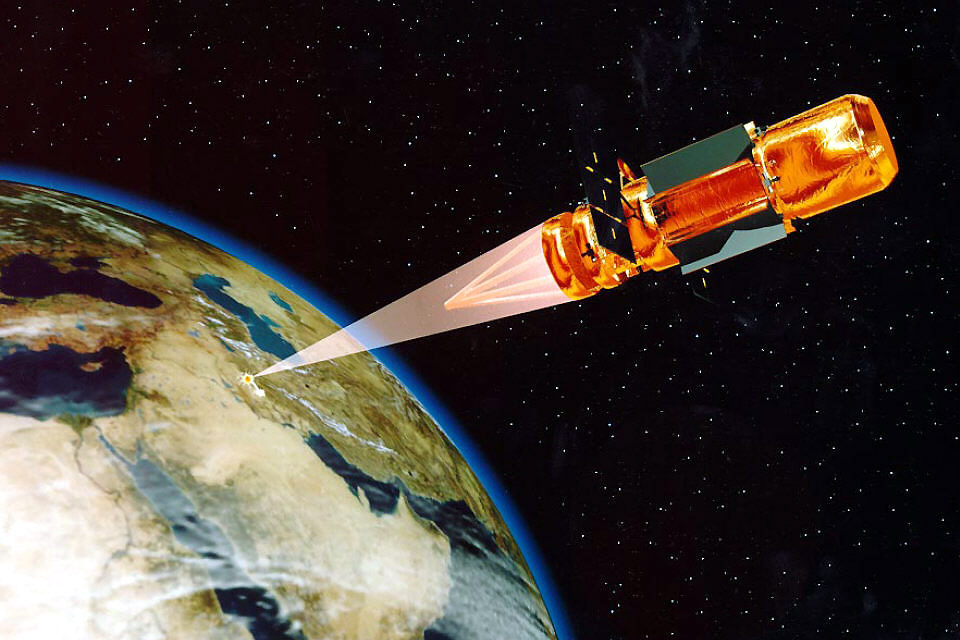
ليزر عسكري موجه وعالي الطاقة في الفضاء يدمر هدفًا أرضيًا

يجري تطوير أسلحة الطاقة الموجهة القائمة على الليزر ، مثل Boeing's Airborne Laser ، الذي تم بناؤه داخل طائرة بوينج 747. تم تسميته YAL-1 ، وكان يهدف إلى قتل الصواريخ الباليستية قصيرة ومتوسطة المدى في مرحلة التعزيز.
مثال آخر على الاستخدام المباشر لليزر كسلاح دفاعي تم بحثه لمبادرة الدفاع الاستراتيجي (SDI ، الملقب بـ " حرب النجوم ") والبرامج اللاحقة لها. سيستخدم هذا المشروع أنظمة الليزر الأرضية أو الفضائية لتدمير الصواريخ الباليستية العابرة للقارات (ICBM). كانت المشاكل العملية لاستخدام هذه الأنظمة وتوجيهها كثيرة ؛ ولا سيما مشكلة تدمير الصواريخ البالستية العابرة للقارات في اللحظة المناسبة ، أي مرحلة التعزيز بعد الإطلاق مباشرة. قد يتضمن ذلك توجيه الليزر لمسافة كبيرة عبر الغلاف الجوي ، إلا أن بسبب الانتثار والانكسار فهو ينحني ويشوه شعاع الليزر ، مما يعقد الوصول إلى الهدف ويقلل الكفاءة.
فكرة أخرى من مشروع SDI كانت ليزر الأشعة السينية الذي يتم ضخه نوويًا . كانت هذه في الأساس قنبلة ذرية تدور في مدارات في الفضاء ، ومحاطة بوسائط ليزر على شكل قضبان زجاجية ؛ عندما تنفجر القنبلة تقصف القضبان بفوتونات أشعة جاما عالية الطاقة ، مما يتسبب في انبعاث تلقائي ومحفز لفوتونات الأشعة السينية في الذرات التي تتكون منها القضبان. سيؤدي هذا إلى تضخيم ضوئي لفوتونات الأشعة السينية مما ينتج عنه شعاع ليزر للأشعة السينية يتأثر إلى حد قليل بالتشوه الجوي وقادر على تدمير الصواريخ الباليستية العابرة للقارات أثناء الطيران. سيكون ليزر الأشعة السينية جهازًا لطلقة واحدة تمامًا ، يدمر نفسه عند التنشيط. وقد تم إجراء بعض الاختبارات الأولية لهذه الفكرة من خلال التجارب النووية تحت الأرض ؛ ومع ذلك لم تكن النتائج مشجعة. تم إيقاف البحث في هذا المجال للدفاع الصاروخي بعد إلغاء برنامج SDI.

## الكتروليزر
يقوم الليزر الكهربائي أولاً بتأيين مسار هدفه ، ثم يرسل تيارًا كهربائيًا أسفل المسار الموصل للبلازما المتأينة ، مثل البرق إلى حد ما. إنه يعمل كإصدار عملاق ، عالي الطاقة ، لمسافات طويلة من مسدس الصعق أو الصاعقة .

## قذيفة الطاقة النبضية
تنبعث أنظمة قذيفة الطاقة النبضية أو أنظمة PEP نبضة ليزر تعمل بالأشعة تحت الحمراء والتي تكوّن بلازما سريعة التوسع في الهدف. وتسبب الصوت والصدمة والموجات الكهرومغناطيسية الناتجة عن ذلك في صعق الهدف وتسبب الألم والشلل المؤقت للشخص المقصود. السلاح قيد التطوير ويهدف إلى أن يكون سلاحًا غير فتاك في السيطرة على الحشود على الرغم من أنه يمكن استخدامه أيضًا كسلاح فتاك.

## المزغلل
المزغلل أو المبهر هو سلاح موجه للطاقة يهدف إلى تعمية أو إرباك هدفه مؤقتًا بإشعاع موجه مكثف يزغلله . يمكن أن تشمل الأهداف أجهزة استشعار أو رؤية بشرية. ينبعث المبهرون الأشعة تحت الحمراء أو الضوء غير المرئي ضد أجهزة الاستشعار الإلكترونية المختلفة ، والضوء المرئي ضد البشر ، عندما يكون الغرض منها عدم التسبب في أي ضرر طويل الأمد للعين . عادة ما تكون بواعث الليزر ، مما يجعل ما يسمى الليزر المبهر . معظم الأنظمة المعاصرة محمولة على البشر ، وتعمل إما باللون الأحمر ( الصمام الثنائي الليزري ) أو الأخضر ( ليزر الحالة الصلبة الذي يضخه الصمام الثنائي ، DPSS) من الطيف الكهرومغناطيسي .
تم تطوير المنتجات غير العسكرية في البداية للاستخدام العسكري ، وأصبحت متاحة للاستخدام في شرطة إنفاذ القانون والأمن.

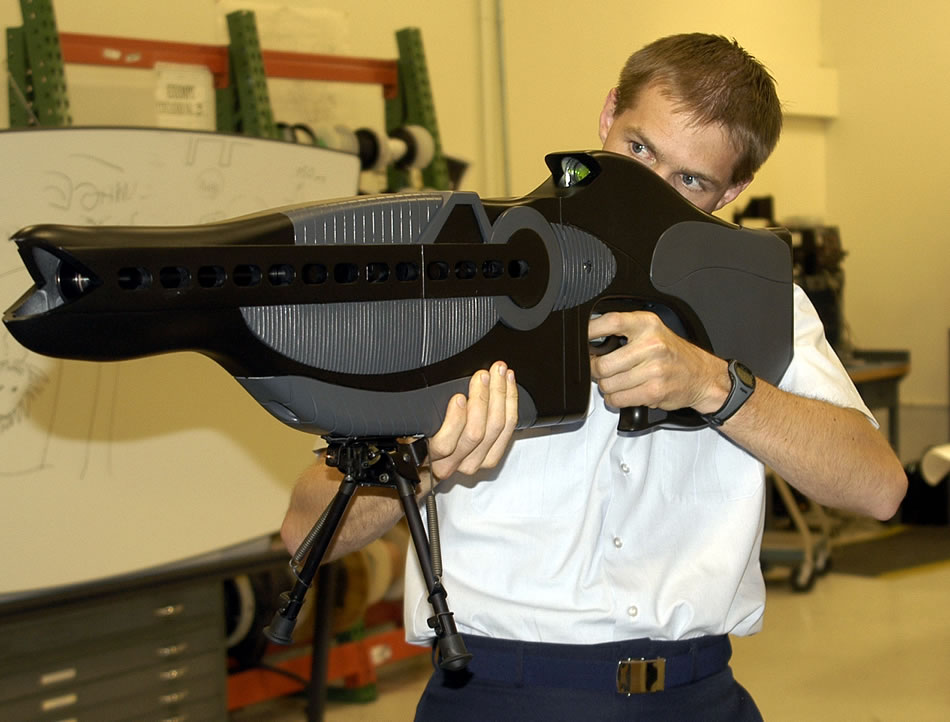
بندقية PHASR

إن بندقية استجابة إيقاف وتحفيز الأفراد ( PHASR ) هي نموذج أولي لإبهار الليزر غير المميت الذي طورته مديرية الطاقة الموجهة لمختبر أبحاث القوات الجوية ، بوزارة الدفاع الأمريكية . والغرض منه هو تشويش الهدف وإعمائه مؤقتًا. تم اختبار أسلحة الليزر المسببة للعمى في الماضي ، ولكن تم حظرها بموجب بروتوكول الأمم المتحدة لعام 1995 بشأن أسلحة الليزر المسببة للعمى ، والذي انضمت إليه الولايات المتحدة في 21 يناير 2009. بندقية PHASR ، ليزر منخفض الكثافة ، غير محظورة بموجب هذه اللائحة ، لأن تأثير التعمية مقصود أن يكون مؤقتًا. كما أنه يستخدم ليزر ثنائي الموجات. تم اختبار PHASR في قاعدة Kirtland الجوية ، وهي جزء من مديرية الطاقة الموجهة لمختبر أبحاث القوات الجوية في نيو مكسيكو .
- ZM-87
- PY132A هو مبهر صيني مضاد للطائرات بدون طيار.[16]
- كان مسدس الليزر السوفيتي نموذجًا أوليًا لسلاح مصمم لرواد الفضاء.
- يعد Optical Dazzling Interdictor ، Navy (ODIN) ليزرًا أمريكيًا يتم اختباره ميدانيًا في عام 2019 على مدمرة من فئة Arleigh Burke.[17]

## أمثلة
الشركات الغربية الرائدة في تطوير أسلحة الليزر هي Boeing وNorthrop Grumman وLockheed Martin والمنظمة الهولندية للبحث العلمي التطبيقي و Rheinmetall وMBDA .
قائمة:
- كان مشروع Excalibur عبارة عن برنامج أبحاث للأسلحة النووية تابع لحكومة الولايات المتحدة لتطوير ليزر أشعة سينية يتم ضخه نوويًا كسلاح طاقة موجه للدفاع ضد الصواريخ الباليستية .[23] ألغيت.
- في عام 1984 ، طورت الأكاديمية العسكرية لقوات الصواريخ الاستراتيجية السوفيتية أول سلاح ليزر محمول باليد ، مخصص للاستخدام من قبل رواد الفضاء في الفضاء الخارجي. لم يعد يستخدم.
- 1K17 Szhatie : سلاح ليزر سوفيتي تجريبي ذاتي الدفع. لم تتجاوز المرحلة التجريبية.
- في عام 1987 ، فشل السلاح المداري السوفيتي المسلح بالليزر 17F19DM Polyus / Skif-DM أثناء نشره.
- كان يُعتقد على نطاق واسع أن منشأة الليزر السوفيتية Terra-3 هي نموذج أولي قوي للسلاح المضاد للأقمار الصناعية ، ولكن بعد انتهاء الحرب الباردة وجد أنها موقع اختبار بقدرات محدودة على تتبع الأقمار الصناعية. تم التخلي عن الموقع وهو الآن مفكك جزئيًا.
- في عام 1991 ، طور العلماء في قيادة الصواريخ بالجيش الأمريكي واختبروا ميدانيًا ليزرًا متينًا قابلا للضبط ينبعث من خط ضيق في الجزء الأصفر البرتقالي والأحمر من الطيف.[24] ولكنه لم يتجاوز المرحلة التجريبية.

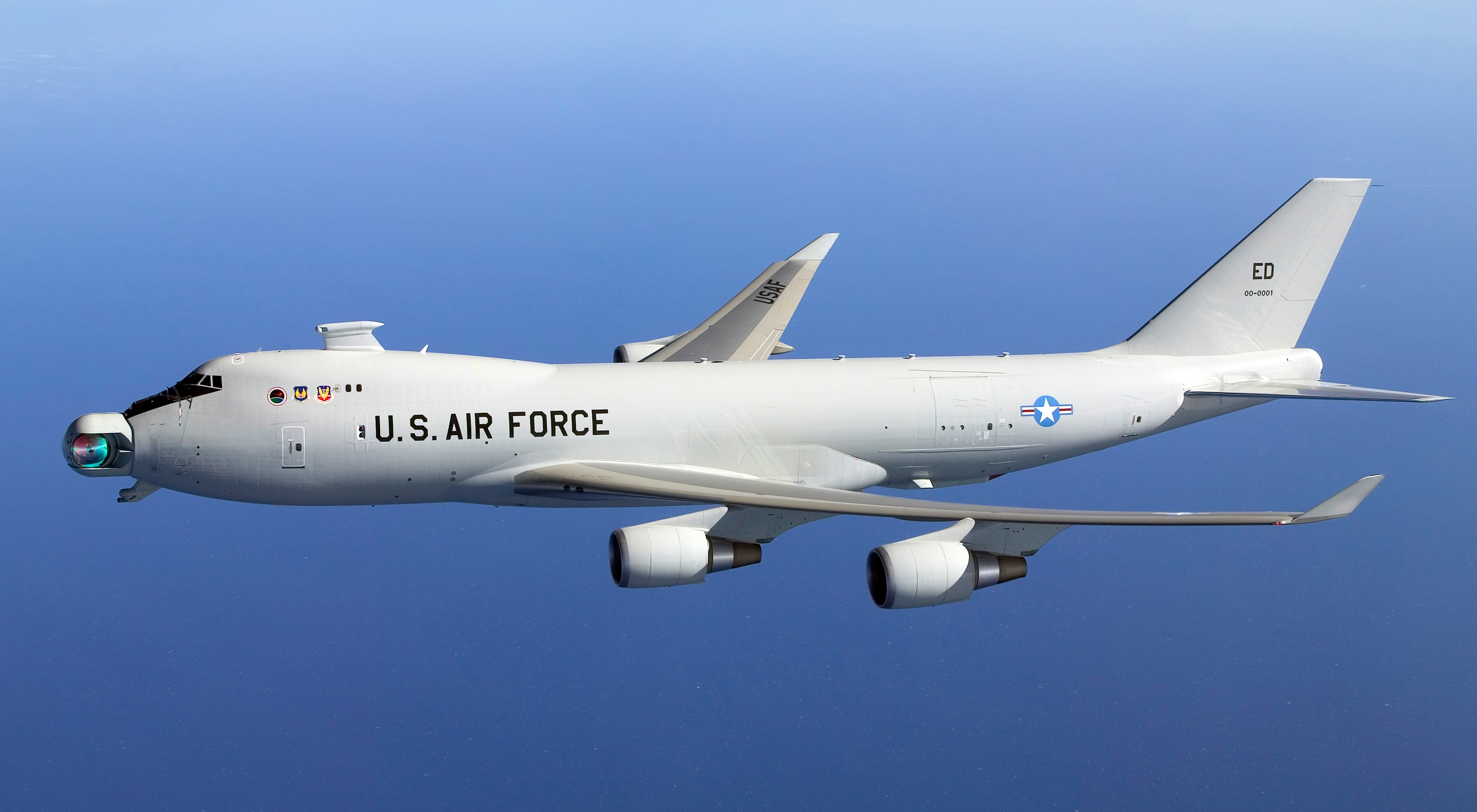
بوينغ YAL-1. تم تركيب نظام الليزر في برج متصل بمقدمة الطائرة

- طوال العقد الأول من القرن الحادي والعشرين ، عمل سلاح الجو الأمريكي على Boeing YAL-1 ، أو ATL ، وهو ليزر غاز CO2 محمول جواً أو ليزر كيميائي COIL مركب في طائرة بوينج 747 معدلة. كان من المفترض استخدامه لإسقاط الصواريخ الباليستية القادمة فوق أراضي العدو. في مارس 2009 ، زعمت شركة Northrop Grumman أن مهندسيها في Redondo Beach قد نجحوا في بناء واختبار ليزر الحالة الصلبة (يعمل ببلورات شفافة) الذي يعمل بالكهرباء والقادر على إنتاج شعاع 100 كيلوواط ، قوي بما يكفي لتدمير طائرة. وفقًا لبريان ستريكلاند ، مدير برنامج ليزر الحالة الصلبة عالي الطاقة التابع لجيش الولايات المتحدة ، يمكن تركيب ليزر يعمل بالكهرباء في طائرة أو سفينة أو مركبة أخرى لأنه يتطلب مساحة أقل بكثير لمعداته الداعمة من ليزر كيميائي.[25] ومع ذلك ، ظل مصدر مثل هذه الطاقة الكهربائية الكبيرة في تطبيقات الهاتف المحمول غير واضح. في النهاية ، تم اعتبار المشروع غير قابل للتنفيذ ، [26][27][28] وتم إلغاؤه في ديسمبر 2011 ، [29] مع تخزين النموذج الأولي من طراز Boeing YAL-1 وتفكيكه في النهاية.[30][31]
- سلاح الطاقة الموجهة بالدقة المحمولة جواً (2008). ألغيت.
- في 19 يوليو 2010 ، تم الكشف عن الليزر المضاد للطائرات الموصوف بأنه نظام سلاح الليزر القريب في معرض فارنبورو للطيران .[32] تجريبي.
- ZEUS-HLONS (نظام تحييد الذخائر بالليزر HMMWV) هو أول ليزر وأول سلاح طاقة من أي نوع يتم استخدامه في ساحة المعركة. يتم استخدامه لتحييد الألغام والذخائر غير المنفجرة. تطبيق المتخصصة.
- نظام دفاع منطقة الليزر السائل عالي الطاقة (HELLADS). الحالة غير معروفة.
- كان الليزر الكيميائي المتقدم بالأشعة تحت الحمراء ( MIRACL ) عبارة عن ليزر تجريبي لفلوريد الديوتيريوم بالبحرية الأمريكية وتم اختباره ضد قمر صناعي تابع للقوات الجوية في عام 1997. ألغيت.
- في عام 2011 ، بدأت البحرية الأمريكية في اختبار Maritime Laser Demonstrator (MLD) ، وهو ليزر يستخدم على متن سفنها الحربية.[33] الحالة غير معروفة.
- استجابة وقف وتحفيز الأفراد ، أو PHaSR ، هو سلاح يدوي غير فتاك طورته القوات الجوية الأمريكية والغرض منه هو "إبهار" الهدف أو صعقه. تم تطويره من قبل مديرية الطاقة الموجهة بالقوات الجوية. الحالة غير معروفة.
- الليزر التكتيكي عالي الطاقة (THEL) عبارة عن ليزر فلوريد الديوتيريوم سلاح تم تطويره في مشروع بحثي مشترك بين إسرائيل والولايات المتحدة . تم تصميمه لإسقاط الطائرات والصواريخ. انظر أيضًا الدفاع الصاروخي الوطني . توقفت في عام 2005 نتيجة "ضخامتها وارتفاع تكاليفها وضعف النتائج المتوقعة في ساحة المعركة" ، [1] وهي مشاكل مميزة لجميع أسلحة الليزر ذات الطاقة المتوسطة والعالية.

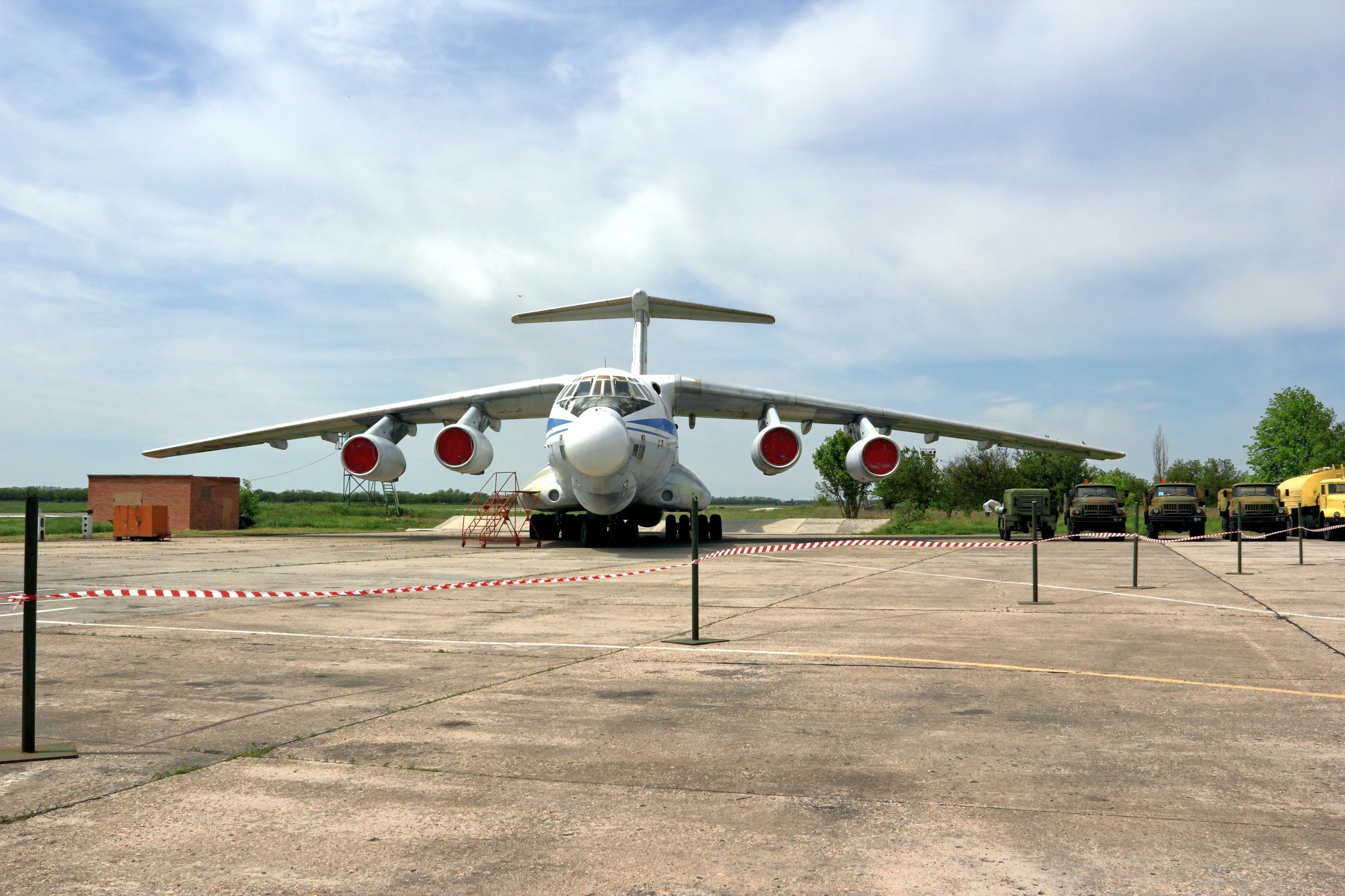
لا تزال طائرة Beriev A-60 تختبر ليزر Sokol Eshelon كسلاح مقصود مضاد للأقمار الصناعية.

- لتتبع التطور بين 2009 وحتى 2021 انظر المقال الإنكليزي.

## مشاكل
تبدأ أشعة الليزر في التسبب في انهيار البلازما في الغلاف الجوي عند كثافة طاقة تبلغ حوالي 1 ميغا جول لكل سنتيمتر مكعب. هذا التأثير ، المسمى "التفتح" ، يتسبب في تشويه تركيز الليزر وتبديد الطاقة في الهواء المحيط. يمكن أن يكون التفتح أكثر حدة في حالة وجود ضباب أو دخان أو غبار أو مطر أو ثلج أو ضباب دخان أو رغوة في الهواء.
التقنيات التي قد تقلل من هذه التأثيرات تشمل:
- نشر الشعاع عبر مرآة كبيرة منحنية تركز القوة على الهدف ، للحفاظ على كثافة الطاقة في الطريق منخفضة جدًا بحيث لا يمكن حدوث التفتح. يتطلب هذا مرآة كبيرة ، دقيقة للغاية ، هشة ، مثبتة إلى حد ما مثل كشاف ضوئي ، مما يتطلب آلات ضخمة لقلب المرآة لتوجيه الليزر.
- باستخدام مصفوفة مرحلية . بالنسبة لأطوال موجات الليزر النموذجية ، تتطلب هذه الطريقة بلايين من الهوائيات بحجم ميكرومتر . لا توجد حاليًا طريقة معروفة لتنفيذ ذلك ، على الرغم من اقتراح الأنابيب النانوية الكربونية . يمكن أن تؤدي المصفوفات المرحلية نظريًا أيضًا تضخيم الطور المترافق (انظر أدناه). لا تتطلب المصفوفات المرحلية مرايا أو عدسات ، ويمكن جعلها مسطحة وبالتالي لا تتطلب نظامًا يشبه البرج (كما هو الحال في "الحزمة المنتشرة") لتوجيهها ، على الرغم من أن النطاق سيتأثر إذا كان الهدف في الزوايا القصوى للسطح من الصفيف التدريجي.[34]
- باستخدام نظام ليزر مترافق الطور. تستخدم هذه الطريقة ليزر "مكتشف" أو "موجه" لإضاءة الهدف. تعكس أي نقاط ("مرآوية") تشبه المرآة على الهدف الضوء الذي يتم استشعاره بواسطة مكبر الصوت الأساسي للسلاح. يقوم السلاح بعد ذلك بتضخيم الموجات المقلوبة ، في حلقة ردود فعل إيجابية ، مما يؤدي إلى تدمير الهدف ، مع موجات الصدمة مع تبخر المناطق المرئية. هذا يتجنب التفتح لأن الموجات من الهدف تمر عبر التفتح ، وبالتالي تظهر المسار البصري الأكثر توصيلًا ؛ هذا يصحح تلقائيًا التشوهات الناتجة عن التفتح. عادةً ما تستخدم الأنظمة التجريبية التي تستخدم هذه الطريقة مواد كيميائية خاصة لتشكيل " مرآة مترافقة الطور ". ومع ذلك ، في معظم الأنظمة ، ترتفع درجة حرارة المرآة بشكل كبير عند مستويات القوة المفيدة للأسلحة.
- استخدام نبضة قصيرة جدًا تنتهي قبل أن تتداخل النبضات ، ولكن هذا يتطلب ليزرًا عالي الطاقة لتركيز كميات كبيرة من الطاقة في تلك النبضة التي لا توجد في شكل أسلحة أو يمكن تسليحها بسهولة. [ا]
- تركيز أشعة ليزر متعددة ذات طاقة منخفضة نسبيًا على هدف واحد. هذا ضخم بشكل متزايد مع زيادة الطاقة الإجمالية للنظام.

## التدابير المضادة
بشكل أساسي يولّد الليزر شعاعًا من الضوء يتأخر أو يتوقف بواسطة أي وسط معتم ويضطرب بأي وسط شفاف أو أقل من وسط شفاف تمامًا مثل أي نوع آخر من الضوء. يمكن لسحابة دخان بسيطة وكثيفة أن تمنع شعاع الليزر وغالبًا ما تمنعه. تعمل قنابل الدخان اليدوية أو المولدات التي تعمل بالأشعة تحت الحمراء أو متعددة الطيف  على تشويش أو حجب أشعة الليزر تحت الحمراء . أي غلاف غير شفاف ، أو هيكل ، أو جسم ، أو بدن ، أو جدار ، أو درع سوف يمتص على الأقل "التأثير الأول" لسلاح الليزر ، لذلك يجب أن تستمر الحزمة مصوبة لتحقيق الاختراق.
استثمر جيش التحرير الشعبي الصيني في تطوير الطلاءات المتخصصة التي يمكن أن تحرف الحزم التي يطلقها الليزر العسكري الأمريكي. يمكن أن ينحرف ضوء الليزر أو ينعكس أو يمتص من خلال التلاعب بالخصائص الفيزيائية والكيميائية للمواد. يمكن أن تتصدى الطلاءات الاصطناعية لأنواع معينة من الليزر ، ولكن قد يتطابق نوع مختلف من الليزر مع طيف امتصاص الطلاء بدرجة كافية لنقل كميات ضارة من الطاقة. تصنع الطلاءات من عدة مواد مختلفة ، بما في ذلك المعادن منخفضة التكلفة ، والأتربة النادرة ، وألياف الكربون ، والفضة ، والماس التي تمت معالجتها للحصول على لمعان ناعم ومصممة خصيصًا لأسلحة ليزر معينة. تعمل [[الصين ]] على تطوير دفاعات ضد الليزر لأن الحماية ضدها تعتبر أرخص بكثير من صنع أسلحة ليزر منافسة.
كما يتم دراسة المرايا العازلة ، والطلاءات الواقية الرخيصة ، وتأخير النقل الحراري ، والعتامات كإجراءات مضادة. في حالات تشغيل قليلة ، حتى الإجراءات المضادة البسيطة والسلبية مثل الدوران السريع (الذي ينشر الحرارة ولا يسمح بنقطة استهداف ثابتة إلا في الاشتباكات الأمامية الثابتة) ، تسارع أعلى (مما يزيد المسافة ويغير الزاوية بسرعة) ، أو المناورة الرشيقة أثناء مرحلة الهجوم النهائي (التي تعيق القدرة على استهداف نقطة ضعيفة ، وتفرض إعادة التصويب أو التتبع المستمر إلى نقطة الصفر ، تأخير ، وتسمح ببعض التبريد) يمكن أن تهزم أو تساعد في هزيمة أسلحة الليزر غير عالية النبض .

## في الثقافة الشعبية
تصور آرثر سي كلارك أسلحة شعاع الجسيمات في روايته " ضوء الأرض " عام 1955 ، والتي يتم فيها توصيل الطاقة عن طريق حزم عالية السرعة من المادة. بعد اختراع الليزر في عام 1960 ، أصبح لفترة وجيزة شعاع الموت المفضل لكتاب الخيال العلمي. بحلول أواخر الستينيات والسبعينيات من القرن الماضي ، عندما أصبحت استخدام الليزر كسلاح واضحة ، بدأ استبدال مسدس الأشعة بأسلحة مماثلة بأسماء تعكس بشكل أفضل القدرات التدميرية للجهاز (مثل المتفجرات في حرب النجوم أو فيزر في ستار . Trek ، التي كانت في الأصل ليزرًا: وفقًا لـ The Making of Star Trek ، ادعى Gene Roddenberry أن موظفي الإنتاج أدركوا أن استخدام تقنية الليزر من شأنه أن يسبب مشاكل في المستقبل حيث بدأ الناس يفهمون ما يمكن أن يفعله الليزر وما لا يستطيع القيام به ؛ أدى ذلك إلى هذه الخطوة إلى أدوات الطور التي تظهر على الشاشة ، مع السماح بأن تُعرف أشعة الليزر بأسلوب سلاح أكثر بدائية. )

## أنظر أيضا
- سلاح الطاقة الموجهة
- مطرقة إيفان
- البصر بالليزر
- سلاح الفضاء
- أسلحة في الخيال العلمي